# Karl Eisenlohr
Karl Eisenlohr (ur. 11 kwietnia 1847 w Pforzheim, zm. 18 listopada 1896 w Funchal) – niemiecki lekarz, neurolog.

## Życiorys
Urodził się w Pforzheim w 1847 roku. Studiował na Uniwersytecie we Fryburgu, Würzburgu i Jenie. W 1873 roku w Heidelbergu otrzymał tytuł doktora medycyny. Specjalizował się w neurologii u Erba. Od 1878 praktykował w Hamburgu, był ordynatorem szpitala w Eppendorfie. Jego uczniem był Max Nonne.